# بيلي ماي (موسيقي)
بيلي ماي (بالإنجليزية: Billy May)‏ هو قائد فرقة ‏ وموسيقي وملحن أمريكي، ولد في 10 نوفمبر 1916 في بيتسبرغ في الولايات المتحدة، وتوفي في 22 يناير 2004 في سان جوان كابيسترانو في الولايات المتحدة بسبب نوبة قلبية.

## وصلات خارجية
- بيلي ماي على موقع IMDb (الإنجليزية)
- بيلي ماي على موقع الموسوعة البريطانية (الإنجليزية)
- بيلي ماي على موقع ألو سيني (الفرنسية)
- بيلي ماي على موقع ميوزك برينز (الإنجليزية)
- بيلي ماي على موقع أول موفي (الإنجليزية)
- بيلي ماي على موقع قاعدة بيانات برودواي على الإنترنت (الإنجليزية)
- بيلي ماي على موقع قاعدة بيانات الأفلام السويدية (السويدية)
- بيلي ماي على موقع أول ميوزيك (الإنجليزية)
- بيلي ماي على موقع ديسكوغز (الإنجليزية)
- بيلي ماي على موقع قاعدة بيانات الفيلم (الإنجليزية)